# Deutsche Arbeitsfront
Deutsche Arbeitsfront (DAF) (ty.: Tyske arbejdsfront) var under Nazityskland et enhedsforbund af arbejdsgivere og lønmodtagere. DAF erstattede de hidtidige tyske fagforeninger og arbejdsgiverorganisationer, som Hitler forbød ved sin magtovertagelse.
Organisationen blev dannet 10. maj 1933. Den første leder var Robert Ley. Der var ikke som sådan ikke tvungent medlemskab, med de facto var de fleste medlem; omkring 22 mio. i alt. DAF bestod frem til krigens afslutning i 1945
DAF havde bl.a. ansvaret for den nazistiske fritidsorganisation Kraft durch Freude og propagandaorganisationen Schönheit der Arbeit.
- Wikimedia Commons har flere filer relateret til Deutsche Arbeitsfront